# Новосілківська сільська рада (Вознесенський район)
Новосілківська сільська́ ра́да — адміністративно-територіальна одиниця та орган місцевого самоврядування в Вознесенському районі Миколаївської області. Адміністративний центр — селище Новосілка.

## Пам'ятки
В межах території сільської ради пропонується створити заказник в урочищі Балка Глибока.

## Загальні відомості
- Населення ради: 1 393 особи (станом на 2001 рік)

## Населені пункти
Сільській раді підпорядковані населені пункти:
- с-ще Новосілка
- с. Манне
- с. Нове
- с. Очаківське

## Склад ради
Рада складається з 16 депутатів та голови.
- Голова ради: Фріцлер Зінаїда Олексіївна
- Секретар ради: Борчук Тетяна Іванівна

### Керівний склад попередніх скликань
| Прізвище, ім'я, по батькові | Основні відомості                                                                       | Дата обрання | Дата звільнення |
| --------------------------- | --------------------------------------------------------------------------------------- | ------------ | --------------- |
| Рябой Валентин Васильович   | Сільський голова, 1950 року народження, освіта вища, безпартійний                       | 26.03.2006   | 31.10.2010      |
| Рябой Валентин Васильович   | Сільський голова, 1950 року народження, освіта вища, член Партії регіонів               | 31.10.2010   | 11.12.2011      |
| Фріцлер Зінаїда Олексіївна  | Сільський голова, 1961 року народження, освіта середня спеціальна, член Партії регіонів | 11.12.2011   |                 |

Примітка: таблиця складена за даними сайту Верховної Ради України

### Депутати
За результатами місцевих виборів 2010 року депутатами ради стали